# Sicya snoviaria
Sicya snoviaria là một loài bướm đêm trong họ Geometridae.